# Круг, Манфред
Манфред Круг (нем. Manfred Krug; 8 февраля 1937, Дуйсбург — 21 октября 2016, Берлин) — немецкий актёр театра и кино, певец и литератор. В России наиболее известен исполнением главных ролей в фильмах «За мной, канальи!» и «Король Дроздобород».

## Биография

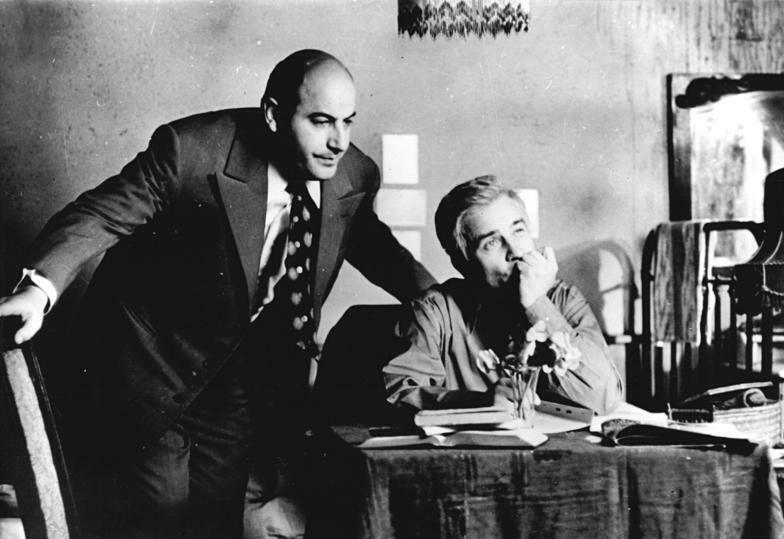
Манфред Круг (слева) и Армин Мюллер-Шталь в театральной пьесе 1971 года

Его родители развелись в 1947 году, и мальчик с отцом переехал из британской зоны оккупации Германии, в которой находился Дуйсбург, в советскую. По окончании школы он некоторое время работал на заводе в Бранденбурге-на-Хафеле, затем поступил в театральное училище, вскоре устроился на работу в театр «Берлинер ансамбль». С 1956 года начал сниматься в кино и выступать на телевидении ГДР.
В 1976 году Круг был в числе тех восточногерманских деятелей искусства, которые выступили с протестом против высылки из ГДР певца Вольфа Бирмана. Это привело к конфликту с властями. Став жертвой «запрета на профессию», 20 апреля 1977 года актёр покинул ГДР и поселился в Западном Берлине.
В 1991 году за своё творчество был отмечен Премией Эрнста Любича.

## Фильмография
- 1957: Ein Mädchen von 16 1/2
- 1959: Ware für Katalonien
- 1959: Der Freischütz
- 1959: Reportage 57
- 1959: Bevor der Blitz einschlägt
- 1960: Was wäre, wenn…?
- 1960: Leute mit Flügeln
- 1960: Пять патронных гильз / Fünf Patronenhülsen — Олег Залевский, поляк, боец Интербригады
- 1961: Профессор Мамлок / Professor Mamlock — штурмовик
- 1961: Guten Tag, lieber Tag
- 1961: Urfaust
- 1961: Bei Anruf Mord
- 1961: Drei Kapitel Glück
- 1961: Auf der Sonnenseite
- 1962: Revue um Mitternacht
- 1962: Minna von Barnhelm
- 1962: Королевские дети / Königskinder — гауптман
- 1962: Der Kinnhaken
- 1963: Nebel
- 1963: Boxer
- 1963: Beschreibung eines Sommers
- 1964: Mir nach, Canaillen
- 1965: König Drosselbart
- 1965: Die antike Münze
- 1966: Spur der Steine
- 1967: Frau Venus und ihr Teufel
- 1967: Знамя Кривого Рога / Die Fahne von Kriwoj Rog
- 1968: Hauptmann Florian von der Mühle
- 1968: Abschied
- 1968: Wege übers Land
- 1969: Weite Straßen, Stille Liebe
- 1969: Käuzchenkuhle
- 1969: Mit mir nicht, Madame!
- 1970: Netzwerk
- 1970: Мой нулевой час
- 1970: Junge Frau von 1914
- 1971: Husaren in Berlin
- 1971: Die Verschworenen
- 1972: Ловкость рук, Ваше Величество! / Die gestohlene Schlacht
- 1973: Wie füttert man einen Esel
- 1974: Kit & Co
- 1976: Daniel Druskat
- 1977: Das Versteck
- 1977: Feuer unter Deck
- 1978: Paul kehrt zurück
- 1979: Die Faust in der Tasche
- 1979: Die Phantasten
- 1980: Ein Mann fürs Leben
- 1981: Flächenbrand
- 1983: Konsul Möllers Erben
- 1984: Joseph Süß Oppenheimer
- 1990: Rosamunde
- 1990: Neuner
- 1994: Der Blaue

## Награды
- 1962 — Премия имени Генриха Грайфа